# Khudaganj
Khudaganj é uma cidade e uma nagar panchayat no distrito de Shahjahanpur, no estado indiano de Uttar Pradesh.

## Geografia
Khudaganj está localizada a 27° 11′ N, 79° 41′ L. Tem uma altitude média de 144 metros (472 pés).

## Demografia
Segundo o censo de 2001, Khudaganj tinha uma população de 11,844 habitantes. Os indivíduos do sexo masculino constituem 53% da população e os do sexo feminino 47%. Khudaganj tem uma taxa de literacia de 47%, inferior à média nacional de 59.5%: a literacia no sexo masculino é de 55% e no sexo feminino é de 38%. Em Khudaganj, 18% da população está abaixo dos 6 anos de idade.